# 大坪一馬
大坪 一馬（おおつぼ かずま、1895年（明治28年）7月3日 - 1969年（昭和44年）10月25日）は、大日本帝国陸軍軍人。最終階級は陸軍少将。功四級。

## 経歴
1895年（明治28年）に佐賀県で生まれた。陸軍士官学校第30期、陸軍大学校第42期卒業。1938年（昭和13年）2月に中支那派遣軍作戦課長に就任し、日中戦争に出動。1939年（昭和14年）3月に野砲兵第37連隊長（第1軍・第37師団）に転じ、晋南作戦、郷寧作戦などに参加。同年8月1日に陸軍砲兵大佐に進級。1940年（昭和15年）8月に陸軍野戦砲兵学校研究部主事に転じ、1941年（昭和16年）11月に陸軍技術本部課長、1942年（昭和17年）9月に第23軍高級参謀を歴任した。
1943年（昭和18年）8月2日に陸軍少将に進級し、11月13日に陸軍重砲兵学校附となり、1944年（昭和19年）10月に陸軍重砲兵学校長に就任した。1945年（昭和20年）3月19日に陸軍重砲兵学校附となり、3月23日に第3方面軍参謀長（関東軍）に就任し、終戦時は奉天に位置した。発令日は不明であるが第3方面軍参謀副長に転じ、8月16日に再度第3方面軍参謀長に就任している。
1948年（昭和23年）1月31日、公職追放仮指定を受けた。